# 니트로플러스
주식회사 니트로플러스(일본어: ニトロプラス,영어: Nitroplus Co., Ltd.)는 컴퓨터 게임(주로 성인 게임)의 소프트 메이커 및 캐릭터 디자인 사무소이다. 자매 브랜드로 BL 게임을 제작하고 있는 Nitro+CHiRAL가 있다.

## 발매 게임 목록
- 2000년 2월 25일 - Phantom -PHANTOM OF INFERNO-
- 2001년 1월 26일 - 흡혈섬귀 베고도니아
- 2002년 3월 29일 - 귀곡가
- 2002년 9월 27일 - "Hello, world."
- 2003년 4월 25일 - 참마대성 데몬베인
- 2003년 12월 26일 - 사야의 노래
- 2004년 9월 17일 - Phantom INTEGRATION
- 2005년 1월 28일 - 천사의 쌍권총
- 2005년 6월 24일 - 진해마경
- 2005년 9월 30일 - 하나치라스
- 2006년 2월 3일 -사바토 나베-Nitro Amusement Disc-
- 2006년 5월 26일 - 기신비상 데몬베인
- 2006년 8월 11일 - Azathoth-D 요도최속전설
- 2007년 1월 26일 - 월광의 카르네바레
- 2007년 7월 27일 - 속・살육의 쟝고 -지옥의 현상수배범-
- 2007년 9월 28일 - 니트로+ 로얄 -히로인즈 듀엘-
- 2008년 9월 26일 - 스마가
- 2009년 6월 26일 - 스마가 스페셜
- 2009년 10월 30일 - 장갑악귀 무라마사
- 2010년 8월 26일 - 장갑악귀 무라마사 사념편
- 2010년 12월 17일 - 아자나엘
- 2012년 5월 31일 - 길티크라운 로스트 크리스마스

### 5pb.×Nitroplus
과학 노벨 시리즈
- 2008년 4월 25일 - 카오스;헤드
- 2009년 2월 26일 - 카오스;헤드 노아
- 2009년 10월 15일 - Steins;Gate（2010년 8월 26일에 마이크로소프트 윈도우판이 발매）
- 2010년 3월 25일 - 카오스;헤드 러브 츄☆츄!
- 2013년 6월 28일 - 당신과 그녀와 그녀의 사랑(토토노)

## 소설
- Fate/Zero (타입문과 공동 작업)

## 같이 보기
- 이토 카나코
- 우로부치 겐
- 5pb.
- STUDIO ZIZZ